# Richard Stearman
Richard James Michael Stearman (Wolverhampton, 19 de agosto de 1987) é um ex-futebolista inglês que atuava como zagueiro.

## Carreira

### Leicester
Stearman iniciou sua carreira no Leicester City, em 2004, no clube atuou até 2008.

### Wolverhampton
Em 2008 se transferiu para o Wolverhampton.